# The President Wore Pearls
The President Wore Pearls är det tredje avsnittet av den femtonde säsongen av den amerikanska tecknade komediserien The Simpsons. Avsnittet sändes för första gången på FOX, den 16 november 2003. Det nominerades till en Emmy Award för Outstanding Music (av Alf Clausen) and Lyrics (av Dana Gould).

## Handling
Springfield Elementary anordnar en kasinokväll på uppdrag av elevrådsordförande Martin Prince, som har varit sedan Lisa's Substitute. Martin fick idén från Pang i plugget. Då föräldrarna får reda på att de bara vinner lunchkuponger eller spela basebool med Groundskeeper Willie gör de uppror, vilket är exakt samma sak som hände i Pang i plugget. Rektor Skinner beslutar att Martin måste avgå från sin post och anordnar en ny omröstning och Lisa Simpson tillsammans med Nelson Muntz kandiderar. Lisa upptäcker att Nelson är populär bland både elever och personal i skolan och vid middagsbordet erkänner hon för Homer och Marge Simpson att hon aldrig kommer att kunna slå Nelson.
Under valdebatten i skolan så bestämmer sig Lisa sig för att börja sjunga om hur hon har det och vad hon vill uppnå och blir så populär att hon vinner omröstningen. Personalen på Springfield Elementary är orolig för Lisas egna vilja och Edna Krabappel säger att en kvinnans svaghet är fåfänga och de bestämmer sig för att snygga till Lisa och ge henne en helt ny stil. Då hon senare kommer med sina förslag på hur man kan förbättra skolan för personalen blir hon nedröstad och luras att skriva på ett kontrakt som tar bort idrott, bild och musik från undervisningen mot att hon får en egen nyckel till skolan och deras läsesalong.
Då man dagen efter tar bort materialen från idrott, bild och musik i Springfield Elementary förstår Lisa att hon blivit lurad och blir lika opopulär som innan. Lisa återgår till sin gamla stil och lämnar posten som elevrådsordförande och uppmanar skolans elever att strejka. Eleverna lyder Lisa och hela staden blir senare emot de nya nedkärningarna i Springfield Elementary, men kan samtidigt inte acceptera en skattehöjning.
Personalen beslutar då att skicka iväg Lisa till Springfield Magnet School for the Gifted and Troublesome, där Lisa blir överlycklig redan efter det första intryket men kort efter ankomsten blir hon hämtad av Homer som vägarar köra runt 45 minuter för att Lisa ska komma till skolan. Lisa försöker då övertala Homer att låta henne utvecklas något som han vägrar. Avslutningsvis kommer en förklaring som innefattar att Springfield Elementary hade råd att återta idrott, bild och musik genom att sluta vaccinera eleverna och börjar sälja cigaretter.